# Rider
JetBrains Rider je integrované vývojové prostředí (IDE) od české společnosti JetBrains. 
Je primárně určeno pro vývoj .NET aplikací. Kombinuje robustní nástroje pro vývoj s intuitivním a rychlým uživatelským rozhraním. Díky podpoře širokého spektra pluginů a frameworků je možné ve vývojovém prostředí Rider vyvinout například kompletní webovou aplikaci nebo hru. Pro vývojáře je Rider alternativou ke konkurenčnímu Visual Studiu od společnosti Microsoft, které je jednodušší a například není podporované na systému MacOS.

## Charakteristika
JetBrains Rider je multiplatformní IDE. Podporuje vývoj v mnoha programovacích jazycích (multiplatformní vývoj), především v C# a F#. Takový vývoj je rychlejší avšak nemusí být vhodný pro všechny typy aplikací.
Primární zaměření je na platformu .NET. Základem Rideru jsou další softwarové technologie:
- ReSharper – populární rozšíření pro Visual Studio, které vzniklo jako pomocník na refaktorizaci kódu a jako pomocník při psaní repetitivních operací. Pomocí ReSharperu se dají extrahovat metody nebo třídy. Další funkce je například přepsání na novější syntaxi.[2]
- IntelliJ platform – což je základ pro IDE od JetBrains, známá svou flexibilitou a rozsáhlými možnostmi rozšíření. Tato platforma je rovněž základem pro jiná vývojová prostředí od JetBrains jako je WebStorm (IDE určené převážně pro vývoj v JavaScript a TypeScript) nebo InteliJ IDEA (IDE určené pro vývoj v programovacích jazycích Java a Kotlin).[2][5][6]

Spojením těchto dvou technologií vznikl výkonný a flexibilní nástroj. Především díky integraci s ReSharperem je dobrý i v analýze a opravování chyb, čímž přispívá k vyšší kvalitě kódu.

## Vlastnosti
Rider disponuje širokou základnou nástrojů a mezi základní vlastnosti zejména patří:
- Podpora pro .NET: Rider podporuje vývoj aplikací na platformě .NET, včetně .NET Framework, .NET Core a .NET 6/7/8/9. Nabízí nástroje pro vývoj konzolových aplikací, webových aplikací s ASP.NET, mobilních aplikací pomocí Xamarin, Blazor a her ve spolupráci s Unity.[7]
- Integrace s nástroji a technologiemi: Rider se integruje s nástroji, jako jsou Git, Docker, a CI/CD platformy. Navíc podporuje technologie jako JavaScript, TypeScript, XAML, HTML, CSS, JSON, SQL a další, což jej činí univerzálním nástrojem i mimo ekosystém .NET. Díky těmto technologiím je možné sestavit kompletní aplikaci v jednom vývojovém prostředí, včetně jejího nasazení ať už do cloudu nebo na on-premise servery.[7]
- Výkonný editor kódu: Rider nabízí inteligentní nápovědu při psaní kódu, pokročilé refaktorovací nástroje a analýzu kódu v reálném čase. Editor dělá za vývojáře automatické vkládání jmenných prostor nebo například závorek. Tyto funkce pomáhají vývojářům psát čistý a efektivní kód rychleji. Tento editor s pokročilými nástroji umí kód generovat za pomoci různých AI nástrojů.[7]
- Multiplatformnost: Jednou z velkých výhod Rideru je jeho dostupnost na Windows, macOS a Linuxu. Díky tomu mohou vývojáři používat stejné IDE bez ohledu na operační systém, na kterém pracují.[7]
- Unit testy a debugování: Rider podporuje testy založené na xUnit, NUnit a MSTest pro .NET Framework. V rámci testování lze pro trasování v testu použít debugger, ve kterém se lze navádět krok po kroku, nastavovat přerušení nebo zkoumat vlákna.[7]
- Verzování kódu pomocí nástrojů jako je Git je podporováno přímo ve vývojovém prostředí. Rider umožňuje dělat operace nad lokálním nebo vzdáleným repositářem upozorní na změny. Ulehčuje řešení konfliktů přímo v IDE.[7]
- Databáze lze využívat přímo v Rideru. Není potřeba se přesouvat mezi dvěma aplikacemi. Přímo v editoru se lze napojit na databázi a za pomocí SQL dotazů pracovat s daty a analyzovat jednotlivá schémata.[7]

## Použití
Rider jako vývojové prostředí má všestranné využití při vývoji aplikací od desktopových až po webové aplikace vyvíjené v Razor, což je zjednodušeně šablona pro psaní C# a HTML, nebo Blazor, což je úplný .NET front-end web framework pro psaní webových aplikací.
Dále má Rider uplatnění v herním průmyslu, kdy přímo z IDE lze využívat Unity, což je multiplatformní engine využívaný pří vývoji klasických her, her pro mobilní telefony nebo virtuální realitu.